# Moulin Rouge (pel·lícula de 1928)
Moulin Rouge és una pel·lícula britànica muda de 1928 dirigida per Ewald André Dupont, protagonitzada per Olga Chekhova, Eve Gray i Jean Bradin. Està ambientada als voltants del cabaret Moulin Rouge de París, i va ser rodada del 8 d'agost de 1927 al gener de 1928 als estudis Elstree de Borehamwood (Anglaterra) per la productora British International Pictures (BIP).

## Argument
Parysia (Olga Chekhova) és una ballarina de revista en el Moulin Rouge. La seva filla Margaret (Eve Gray) s'ha promès en secret amb André (Jean Bradin), però el pare d'aquest (Georges Tréville), un aristòcrata, s'oposa a aquesta unió per l'estil de vida de Parysia. Aquesta farà que André s'enamori obsessivament d'ella. De resultes, la històra acabarà en alienació, traïció i gairebé tragèdia.

## Repartiment
- Olga Chekhova com a Parysia
- Eve Gray com a Margaret
- Jean Bradin com a André
- Georges Tréville com a pare d'André
- Marcel Vibert com a Marquis
- Ellen Pollock com a Girt, la filla
- Andrews Engelmann com a xofer
- Forrester Harvey com a turista

## Recepció
Dies després de la seva estrena, el periodista alemany Heinz Pol en va escriure una ressenya a la Vossische Zeitung en la qual va criticar la trama estereotipada i el guió feble; no obstant això, va destacar l'actuació de la protagonista, dient: «L'actuació d'Olga Chekhova és una de les més grans i inoblidables de l'art cinematogràfic... És gairebé estrany com agafa la figura amb mitjans passius, una contracció dels llavis, una mà lleugerament estesa i uns ulls entenedors que s'obren i es tanquen. En aquesta pel·lícula, Chekhova és una personalitat, en definitiva, una dona.»
El programa de cinema Paimann's Filmlisten la va qualificar com a «un èxit», «emocionantment posada en escena i molt ben retratada en tots els papers», amb un tema «original, fort en els seus conflictes i consistentment interessant» i una fotografia molt bona, tret d'algunes escenes una mica dures.
En canvi, The New York Times va considerar les actuacions massa artificials, algunes de les postures i gestos dels actors fins i tot absurds i va titllar el maquillatge d'«amateur». Tot i així, va lloar la composició escènica del director dient-ne que és «invariablement convincent» i que les seves connexions són «bastant bones».
Variety considera la pel·lícula «ben feta, però massa llarga» i valora la fotografia positivament, a excepció d'algunes escenes on els ulls dels personatges es veuen massa enfosquits a causa d'«aquest hàbit persistent dels cineastes europeus d'ignorar la importància d'un maquillatge adequat». Segons la revista, algunes de les coses relatives a la pel·lícula que no es veuen a la pantalla es van fer «excepcionalment bé, millor, de fet, que els esforços habituals de Hollywood per reproduir de manera convincent un espectacle musical».
Thomas Kunze també valora molt positivament l'actuació de la protagonista i considera que les interpretacions de la resta del repartiment «semblen més aviat pàl·lides» i que la trama, la qual en principi és melodramàtica, en ocasions sembla «involuntàriament divertida»

## Restauració
Moulin Rouge es va estrenar originalment l'any 1928 com una pel·lícula muda amb acompanyament musical en directe, d'aproximadament 130 minuts. L'any següent, es va editar i reeditar amb una partitura sincronitzada composta per John Reynders, que incloïa diversos efectes de so. Aquesta versió durava 86 minuts i està disponible en DVD.
El 2017, la pel·lícula es va restaurar en alta definició per apropar-se al seu temps d'execució original, amb 127 minuts. La partitura de Reynder de 1929 va ser reutilitzada per a aquesta versió, però com que era considerablement més curta, es van fer més de 120 edicions musicals per tal que encaixés. La versió restaurada ha estat llançada al Regne Unit en Blu-ray i DVD per Network.